# Johanna Kurkela
Johanna Kurkela (ur. 25 kwietnia 1985 w Lumijoki) – fińska piosenkarka. Zadebiutowała w duecie Tahdon tanssia kanssasi z Tomim Metsäketo w 2004 roku. Rok później nagrała swój pierwszy album, Hetki hiljaa. Zdobyła duży rozgłos po fińskiej preselekcji końcowej do Konkursu Piosenki Eurowizji w 2007 roku. W 2009 roku wzięła udział w nagrywaniu dwóch piosenek (Deathaura i No Dream Can Heal a Broken Heart) na płycie The Days of Grays zespołu Sonata Arctica.
Johanna Kurkela związana jest z założycielem zespołu Nightwish, Tuomasem Holopainenem.
W 2017 roku Johanna Kurkela, Tuomas Holopainen oraz Troy Donockley założyli zespół Auri. Premiera ich pierwszej płyty miała miejsce 23 marca 2018 roku.

## Dyskografia
Albumy studyjne
| Tytuł                 | Dane dot. albumu                                             | Pozycja na liście | Sprzedaż        | Certyfikat         |
| Tytuł                 | Dane dot. albumu                                             | FIN               | Sprzedaż        | Certyfikat         |
| --------------------- | ------------------------------------------------------------ | ----------------- | --------------- | ------------------ |
| Hetki hiljaa          | - Data: 12 października 2005 - Wydawca: Warner Music Finland | 36                |                 |                    |
| Marmoritaivas         | - Data: 19 marca 2007 - Wydawca: WEA                         | 3                 |                 |                    |
| Kauriinsilmät         | - Data: 13 października 2008 - Wydawca: WEA                  | 10                |                 |                    |
| Hyvästi, Dolores Haze | - Data: 5 kwietnia 2010 - Wydawca: WEA                       | 1                 | - FIN: 22 tys.+ | - FIN: złota płyta |
| Sudenmorsian          | - Data: 5 października 2012 - Wydawca: Kaiku Recordings      | 3                 | - FIN: 12 tys.+ | - FIN: złota płyta |
| Joulun Lauluja        | - Data: 15 listopada 2013 - Wydawca: Kaiku Recordings        | 8                 | - FIN: 16 tys.+ | - FIN: złota płyta |
| Ingrid                | - Data: 11 września 2015 - Wydawca: Kaiku Recordings         | 6                 |                 |                    |

Kompilacje
| Tytuł                             | Dane dot. albumu                                         | Pozycja na liście | Sprzedaż        | Certyfikat             |
| Tytuł                             | Dane dot. albumu                                         | FIN               | Sprzedaż        | Certyfikat             |
| --------------------------------- | -------------------------------------------------------- | ----------------- | --------------- | ---------------------- |
| Uneni kaunein – parhaat 2005-2011 | - Data: 28 września 2011 - Wydawca: Warner Music Finland | 7                 | - FIN: 21 tys.+ | - FIN: platynowa płyta |

Gościnnie
| Album                                                               | Rok  | Utwór (utwory) |
| ------------------------------------------------------------------- | ---- | --- |
| Tomi Metsäketo - Tummaa samettia                                    | 2004 | Tahdon tanssia kanssasi                                                                                                  |
| Różni wykonawcy - Tilkkutäkki                                       | 2005 | Hiljainen kaupunki |
| Różni wykonawcy - Tilkkutäkki 2                                     | 2006 | Kuule minun ääneni |
| Różni wykonawcy - Tilkkutäkki 3                                     | 2007 | Elämä on nyt |
| Sonata Arctica - The Days of Grays                                  | 2009 | Deathaura, No Dream Can Heal A Broken Heart                                                                              |
| Vesa-Matti Loiri - Hyvää puuta                                      | 2009 | Kaiken nähnyt |
| Club for Five - You're The Voice                                    | 2009 | Nothing Else Matters |
| Tuomas Holopainen - Music Inspired by the Life and Times of Scrooge | 2014 | Glasgow 1877, Into the West, Dreamtime, The Last Sled, To Be Rich, A Lifetime Of Adventure, Go Slowly Now, Sands Of Time |

## Nagrody i wyróżnienia
| Rok  | Kategoria            | Tytułem | Nagroda    | Nota | Źródło |
| ---- | -------------------- | ------- | ---------- | ---- | ------ |
| 2015 | Vuoden iskelmäalbumi | Ingrid  | Emma-gaala | Laur | [ 22 ] |